# Tukumsi repülőtér
A Tukumsi repülőtér (lettül: Tukuma lidosta) Lettország Tukumsi járásában, Tukums város közelében található repülőtér. Az 1990-es évek elejéig katonai repülőtér volt, napjainkban polgári repülőtérként üzemel.

## Története
A repülőteret az 1930-as években építette Tukums városa. 1941–1944 között a német Luftwaffe használta. A második világháború után a területet megszálló Vörös Hadsereg kibővítette és kiépítette. A szovjet időszakban a haditengerészeti légierő használta. Ott állomásozott a Szovjet Haditengerészet légierejének 668-as haditengerészeti csatarepülő ezrede, 29 darab Szu–24 harcászati vadászbombázó repülőgéppel felszerelve. A szovjet időszakban, az 1990-es évek elejéig a repülőteret kizárólag katonai célra használták.
A szovjet csapatok távozásuk előtt a repülőtér berendezéseit leszerelték, az épületeket lerombolták. A repülőteret ezután polgári rendeltetésűvé sorolták át és felújították, modern repülőtéri irányító berendezésekkel szerelték fel. 2005-ben nyitották meg a polgári légi forgalom számára. A Tukums Airport nevű cég üzemelteti. 2006-ra felújították a kifutópályát. A következő években felújítottak négy hangárt, üzembe helyezték a jelzőfényeket és a meteorológiai radart, valamint üzemanyag töltő állomást és jégtelenítőt építettek. A távlati tervekben utasterminál megnyitása és a nemzetközi forgalomhoz szükséges IRF-engedély megszerzése szerepel.
Napjainkban a repülőtéren állomásozik a sugárhajtású L–39C Albatros gépekkel repülő Baltic Bees bemutatócsoport.

## Jellemzői
A repülőtér egy betonozott, 2500 m hosszú és 45 m széles kifutópályával rendelkezik. Állandó forgalma nincs. Eseti jelleggel fogad sport- és egyéb célú repülőgépeket.